# Micralarctia nigripunctata
Micralarctia nigripunctata là một loài bướm đêm thuộc phân họ Arctiinae, họ Erebidae.